# Премія «Золотий орел» за найкращу чоловічу роль в кіно
«Премія „Золотий орел“ за найкращу чоловічу роль» вручається щорічно Національною Академією кінематографічних мистецтв і наук Росії, починаючи з 2003 року.

## Список лауреатів та номінантів
Лауреати виділені окремим кольором.

### 2000-і
| Рік  | Церемонія | Фотографія лауреата | Актор                             | Фільм                       | Роль                        |
| ---- | --------- | ------------------- | --------------------------------- | --------------------------- | --------------------------- |
| 2003 | 1-а       |                     | Віктор Бичков                     | «Кукушка»                   | Іван                        |
| 2003 | 1-а       | Олексій Петренко    | «Колекціонер»                     | Колекціонер                 |                             |
| 2003 | 1-а       | Олексій Чадов       | «Війна»                           | Іван Єрмаков                |                             |
| 2004 | 2-га      |                     | Євген Миронов                     | «Ідіот»                     | князь Мишкін                |
| 2004 | 2-га      | Сергій Безруков     | «Бригада»                         | Саша Білий                  |                             |
| 2004 | 2-га      | Віктор Сухоруков    | «Бідний, бідний Павло»            | Павло I                     |                             |
| 2005 | 3-тя      |                     | Сергій Гармаш                     | «Свої»                      | Особіст                     |
| 2005 | 3-тя      | Богдан Ступка       | «Свої»                            | Абрам Шварц                 |                             |
| 2005 | 3-тя      | Володимир Машков    | «Тато»                            | Катерина                    |                             |
| 2006 | 4-та      |                     | Микита Михалков                   | «Статський радник»          | Пожарський Гліб Георгійович |
| 2006 | 4-та      | Михайло Пореченков  | «9 рота»                          | Дигало                      |                             |
| 2006 | 4-та      | Євген Миронов       | «Космос як передчуття»            | Віктор Коньков «Коньок»     |                             |
| 2007 | 5-та      |                     | Петро Мамонов                     | «Острів»                    | отець Анатолій              |
| 2007 | 5-та      | Євген Циганов       | «Пітер FM»                        | Максим                      |                             |
| 2007 | 5-та      | Олександр Балуєв    | «Гра слів: Перекладачка олігарха» | Іван                        |                             |
| 2008 | 6-та      |                     | Сергій Маковецький                | «12»                        | 1-й присяжний               |
| 2008 | 6-та      | Микита Михалков     | 2-й присяжний                     | «12»                        |                             |
| 2008 | 6-та      | Сергій Гармаш       | 3-й присяжний                     | «12»                        |                             |
| 2008 | 6-та      | Валентин Гафт       | 4-й присяжний                     | «12»                        |                             |
| 2008 | 6-та      | Олексій Петренко    | 5-й присяжний                     | «12»                        |                             |
| 2008 | 6-та      | Юрій Стоянов        | 6-й присяжний                     | «12»                        |                             |
| 2008 | 6-та      | Сергій Газаров      | 7-й присяжний                     | «12»                        |                             |
| 2008 | 6-та      | Михайло Єфремов     | 8-й присяжний                     | «12»                        |                             |
| 2008 | 6-та      | Олексій Горбунов    | 9-й присяжний                     | «12»                        |                             |
| 2008 | 6-та      | Сергій Арцибашев    | 10-й присяжний                    | «12»                        |                             |
| 2008 | 6-та      | Віктор Вержбицький  | 11-й присяжний                    | «12»                        |                             |
| 2008 | 6-та      | Роман Мадянов       | 12-й присяжний                    | «12»                        |                             |
| 2008 | 6-та      | Федір Бондарчук     | «Лещата»                          | Ігор                        |                             |
| 2008 | 6-та      | Віктор Сухоруков    | «Агітбригада «Бий ворога!»»       | Никанор Васильович Калінкін |                             |
| 2009 | 7-та      |                     | Костянтин Хабенський              | «Адмірал»                   | Олександр Колчак            |
| 2009 | 7-та      | Данило Козловський  | «Ми з майбутнього»                | Сергій Філатов «Борман»     |                             |
| 2009 | 7-та      | Олег Долін          | «Дике поле»                       | Мітя                        |                             |

### 2010-і
| Рік  | Церемонія | Фотографія лауреата | Актор                    | Фільм                       | Роль          |
| ---- | --------- | ------------------- | ------------------------ | --------------------------- | ------------- |
| 2010 | 8-я       |                     | Богдан Ступка            | «Тарас Бульба»              | Тарас Бульба  |
| 2010 | 8-я       | Володимир Ільїн     | «Палата № 6»             | Рагін                       |               |
| 2010 | 8-я       | Сергій Маковецький  | «Піп»                    | отець Олександр Іонін       |               |
| 2011 | 9-я       |                     | Володимир Машков         | «Край»                      | Гнат          |
| 2011 | 9-я       | Олександр Балуєв    | «Кандагар»               | Володимир Іванович Карпатов |               |
| 2011 | 9-я       | Сергій Пускепаліс   | «Як я провів цього літа» | Сергій                      |               |
| 2012 | 10-я      |                     | Федір Бондарчук          | «2 дня»                     | Петро Дроздов |
| 2012 | 10-я      | Сергій Гармаш       | «Дім»                    | Віктор Шаманов              |               |
| 2012 | 10-я      | Олексій Серябряков  | «ПіраМММіда»             | Мамонтов                    |               |
| 2013 | 11-я      |                     | Данило Козловський       | «Духless»                   | Макс Андреєв  |
| 2013 | 11-я      | Федір Бондарчук     | «Шпигун»                 | Октябрський                 |               |
| 2013 | 11-я      | Максим Суханов      | «Орда»                   | митрополит Олексій          |               |